# Новая Сёдра-Осумская кирха
Новая Сёдра-Осумская кирха (швед. Södra Åsums kyrka) — лютеранский храм в Сёдра-Осуме, в коммуне Шёбу в лене Сконе. Является храмом церковного прихода Шёбу епархии Лунда Шведской Церкви. Храм построен в 1902 году по проекту архитектора Августа Линдвалла.
В конце XIX века старая кирха в Сёдра-Осуме уже не вмещала всех прихожан. Приход принял решение о строительстве новой кирхи, землю для которой предоставил барон Густав Рамель. Храм по проекту архитектора Августа Линдвалла в неоготическом стиле, который также называют «эслёвской готикой», возвели из кирпича с фундаментом из серого камня в полукилометре на север от старой церкви. Из-за проблем с грунтом массивную колокольню возвели не на западе, как обычно, а на востоке. Строительные работы обошлись приходу в 88 000 крон. Церковь освятили в день Благовещения в 1902 году. В 2001 году храм снова ремонтировали, а в апреле 2019 года проведи капитальный ремонт.
В 1956 году интерьер церкви был полностью изменён. Исчезли росписи на хорах, сводах и нефах. Некоторые предметы внутреннего убранства были перенесены в храм из старой церкви, например, церковный колокол XIV века. Кафедра 1736 года работы мастера Александра Роа раньше находилась в разрушенной кирхе в Скартофте. В старую церковь она была подарена в 1825 году бароном Карлом Эмилем Рамелем. В 1971 году в храме установили копию средневековой купели для крещения, которую вернули в старую церковь; автором копии является каменщик Ганс Улофссон из Шёбу. Алтарь украшает алтарный образ — триптих кисти Гуго Гелина, написанный в 1936 году.
В 1902 году в церкви установили механический орган работы мастера Саломона Моландера, который считается одним из пяти лучших органов в Швеции. Старый хоровой орган 1977 года работы мастера Андерса Перссона был передан кирхе в Бьёрке. Новый хоровой орган 1991 года был установлен компанией «Органные мастера Смедмана».
На юге от храма у церковного крыльца стоит скульптура, изображающая блудного сына работы Элсье Дальберг-Сундборг, подаренная приходу Ассоциацией церковного шитья Сёдра-Осума в 1977 году. Саму церковь окружает большое приходское кладбище из двух частей; старая часть примыкает к храму, а новая, появившаяся в 1977—1978 годах, кроме индивидуальных, имеет коллективные захоронения, в виде колумбария, открытого в 1997 году, и мемориальной рощи.